# Dolores (Spanyolország)
Dolores egy község Spanyolországban, Alicante tartományban. Lakosainak száma 8102 fő (2024). Dolores Almoradí, Catral, Crevillent, Daya Nueva, Daya Vieja, Elche és San Fulgencio községekkel határos.

## Népesség
A település lakosságának változását az alábbi diagram mutatja:
| Lakosok száma | 6308 | 6863 | 6786 | 7427 | 7398 | 7237 | 7264 | 7470 | 7620 | 8102 |
|               | 2001 | 2004 | 2006 | 2009 | 2011 | 2014 | 2016 | 2019 | 2021 | 2024 |